# Museo del patrimonio industriale di Bologna
Il Museo del patrimonio industriale del comune di Bologna ha sede negli edifici ristrutturati della Fornace Galotti, una fornace da laterizi della seconda metà dell'Ottocento, nella prima periferia, in un'area caratterizzata nel secolo scorso dalla presenza di pile da riso ed altri opifici idraulici, di fornaci, della prima centrale elettrica della città, oltre che del Canale Navile, utilizzato per il trasporto di merci fino al secondo dopoguerra.
La sua attività è incentrata sullo studio, la documentazione e la divulgazione della storia produttiva di Bologna e del suo territorio, dal XIV secolo ad oggi, facendo riferimento agli uomini, alle imprese, alle tecnologie, alla formazione professionale, alle tecniche, alle innovazioni tecnologiche e di prodotto.

## Proprietà
Il Museo fa parte del Settore Musei Civici del Comune di Bologna che gestisce e coordina l'attività dei musei comunali: Museo civico archeologico, Museo civico medievale, Collezioni comunali d'arte, Museo Davia Bargellini, Museo del Patrimonio Industriale, Museo e biblioteca del Risorgimento, Museo internazionale e biblioteca della musica, MAMbo - Museo d'Arte Moderna, Museo Morandi, Casa Morandi, Villa delle Rose, Museo per la Memoria di Ustica.

## Storia
La mostra “Macchine scuola industria”, che recuperava ed esponeva le collezioni storiche dell'Istituzione Aldini-Valeriani, è stato l'evento fondativo del Museo, allestito nel 1982 come Museo-laboratorio Aldini-Valeriani all'interno della scuola. Accanto ai materiali già esposti, nuovi approfondimenti di ricerca e sperimentazione museale hanno portato alla produzione di plastici e modelli per documentare il sistema idraulico artificiale della città ed il setificio bolognese. In particolare, la costruzione di un modello funzionante di mulino da seta alla bolognese, in scala 1:2, presentato nel 1986 alla XVII Triennale di Milano dedicata a “Il luogo del lavoro”.
Il restauro della Fornace Galotti da parte dell'Amministrazione Comunale, ha permesso di ospitarvi nel 1994 una prima esposizione, “Fare macchine automatiche”, quindi il trasferimento del Museo nel 1997 assumendo l'attuale denominazione. L'organizzazione delle diverse sezioni è culminato nel 2000 con l'allestimento della mostra permanente “Prodotto a Bologna”, nell'ambito delle manifestazioni di “Bologna. Città Europea della Cultura”.

## Edificio

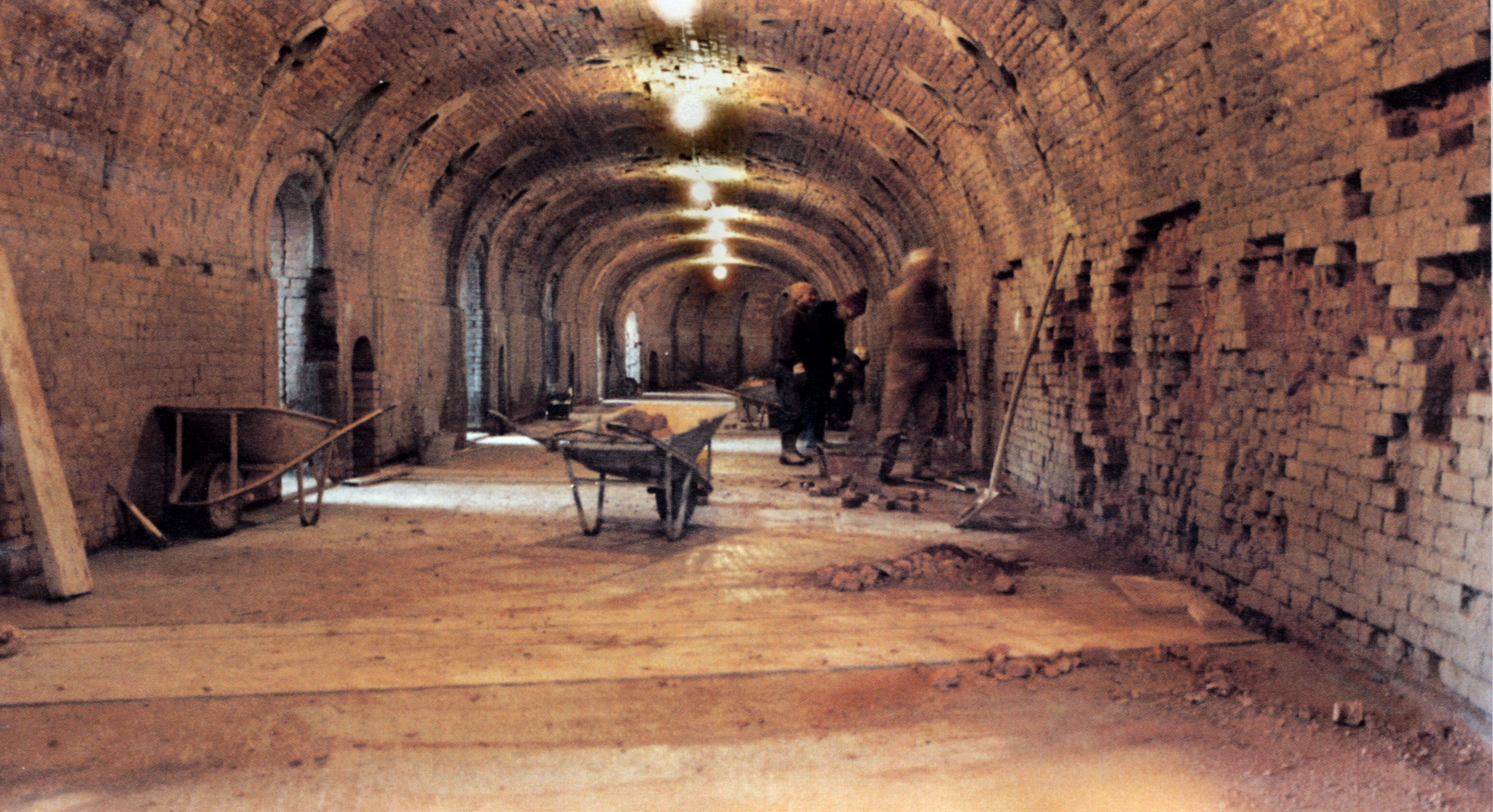
I lavori di recupero e restauro del forno Hoffmann nella fornace Galotti

Costruita nel 1887 per volere dell'imprenditore Celeste Gallotti, la Fornace Galotti “Battiferro” era all'epoca il più grande impianto per la produzione dei laterizi di Bologna, dotato di forno Hoffmann a 16 camere, in funzione tutto l'anno con 250 operai. La sua attività è cessata nel 1966. Costituisce uno degli esempi più significativi in Italia di recupero di uno stabilimento industriale per scopi museali.
Sede del Museo del patrimonio industriale ospita nel forno, recuperato con criteri conservativi, e nei sovrastanti ambienti un tempo adibiti ad essiccatoi, gli spazi espositivi permanenti per un totale di circa 3.000 m2. In una palazzina adiacente sono invece collocati la sala per le esposizioni temporanee, l'Archivio-Biblioteca e gli uffici.

## Spazi espositivi

### Il forno Hoffmann
Al piano terra, nel portico circostante il forno Hoffmann, viene delineata la storia della Fornace Galotti ed in genere della produzione industriale dei laterizi, iniziata nella seconda metà dell'Ottocento con questo tipo di forno a ciclo continuo. Plastici, stazioni interattive, un video, calchi e relativi manufatti ornamentali documentano i processi di lavorazione e le tipologie dei prodotti.

### L'Istituto Aldini-Valeriani
All'interno del forno Hoffmann, al piano terreno, sono collocati modelli, macchine, strumenti tecnico-scientifici provenienti dalle collezioni dell'istituto Aldini-Valeriani, la più antica scuola tecnica della città, che permettono di percorrere le principali tappe tecnologiche della rivoluzione industriale, documentando i profondi legami con l'industrializzazione di Bologna, nell'Ottocento e nel primo Novecento.

### Bologna capitale del packaging
Sempre al piano terreno, nel portico esterno del forno, è presente una collezione di macchine degli anni 1940-'60 (ACMA, CAM, Carle & Montanari, Corazza, Cassoli, IMA, MG2, G.D, Zanasi) che hanno contrassegnato la nascita e lo sviluppo del comparto bolognese per la dosatura, il confezionamento e l'imballaggio dei prodotti. Sei di esse sono funzionanti, con video ed apparati esplicativi che ne illustrano caratteristiche, innovazioni di prodotto e di processo.

### Prodotto a Bologna. La città dell'acqua e della seta

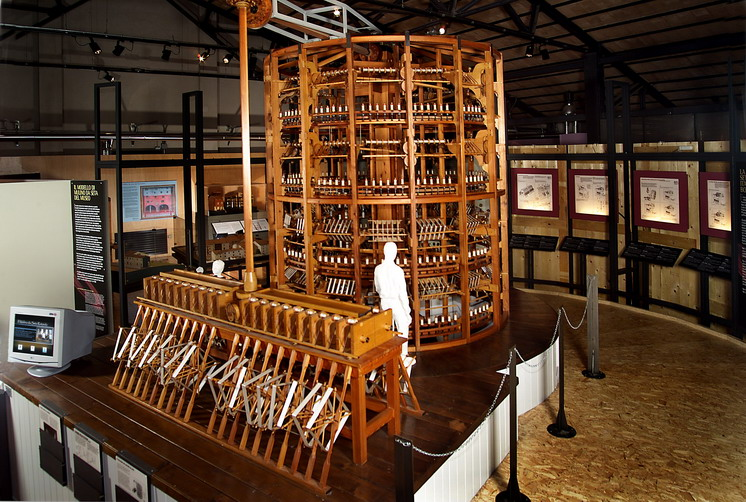

La prima sezione, “Bologna dell'acqua e della seta”, è dedicata al setificio bolognese dei secoli XIV-XVIII, in grado di esportare ogni anno tonnellate di filati e veli. Questa supremazia, basata sull'alta tecnologia del mulino da seta, è visualizzata con scenografie, exhibit, plastici, audiovisivi, modelli di impianti funzionanti; tra questi, un mulino da seta alla bolognese ricostruito in scala 1:2, un apparato meccanico complesso costituito da un filatoio-torcitoio movimentato da una ruota idraulica, abbinato ad un incannatoio.

### Prodotto a Bologna. La città della cultura meccanica

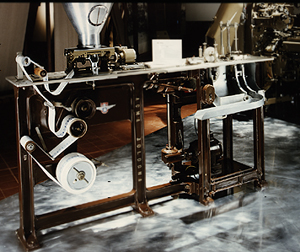
Impacchettatrice 713 del 1927 per idrolitina dell'azienda bolognese A.C.M.A.

La seconda sezione dell'esposizione “Prodotto a Bologna” è dedicata alla moderna città della cultura meccanica ed elettromeccanica, in cui prodotti simbolo (macchina da tortellini Zamboni-Troncon, 1911; ACMA 713 per confezionare l'Idrolitina, 1927; moto F.B.M. Gabbiano, 1956; auto da corsa Maserati; condensatori S.S.R Ducati Manens, 1925), fanno da guida ai percorsi di conoscenza della moderna organizzazione produttiva della città e del suo distretto industriale. Sono presenti ditte come Calzoni, Minganti e Morara (macchine utensili); A.C.M.A, G.D e SASIB (macchine automatiche); Carpigiani (macchine per gelato); Maccaferri (gabbioni); ancora G.D, Minarelli e Ducati (moto e motori); CIAP, Marzocchi e Verlicchi (ingranaggi, sospensioni e telai); Bonfiglioli (motoriduttori); Marposs (sistemi di controllo); Mortara-Rangoni (apparati medicali); Officina Comunale del Gas di Bologna (servizi di illuminazione e riscaldamento).

### Dall'eccellenza al futuro
Al primo piano, nell'area centrale, in collaborazione con Unindustria, è allestito lo spazio che illustra dinamiche e tecnologie dell'industria bolognese contemporanea. Articolata in tre aree, “Dentro l'economia di Bologna”, “I sensi delle macchine”, “Le stanze dell'eccellenza”, propone informazioni, studi e ricerche continuamente aggiornati circa i principali indicatori dell'economia bolognese, in una prospettiva di sistema globale del mercato. Esemplificazioni, exhibit e filmati documentano le ultime applicazioni delle ricerche tecnologiche.

## Archivio, Biblioteca
L'Archivio storico del Museo conserva i documenti relativi alle prime due fasi dell'Aldini-Valeriani: il Gabinetto Aldini di Fisica e Chimica Applicata (1863-1877), la Scuola professionale di Arti e Mestieri Aldini-Valeriani (1879-1913); inoltre, una parte dell'Archivio dell'Istituto Tecnico Industriale Aldini-Valeriani (1939-1954). In deposito vi è anche quanto resta dell'Archivio dell'Officina Comunale del Gas di Bologna (1928-1961).
Nell'Archivio fotografico vi sono album e stampe fotografiche sciolte (due nuclei, 1865-1900 e 1930-1960) di macchine, apparati didattici, officine e spazi dell'Aldini-Valeriani nella sede storica, la chiesa sconsacrata di Santa Lucia, ora aula magna dell'Università di Bologna. Inoltre, una raccolta di lastre in vetro appartenute alla Fototecnica Bolognese (1930-1960), ditta attiva nell'ambito della fotografia pubblicitaria.
La Biblioteca è composta da una parte storica, proveniente dalla biblioteca interna all'Aldini-Valeriani (seconda metà '800-primi decenni '900) e da un fondo di testi e riviste in dotazione alle diverse sezioni della scuola (1920-1960). La parte contemporanea è incentrata sulla storia economica, dell'industria e della tecnica, oltre che sulle esperienze museografiche italiane ed estere in ambito tecnico-scientifico. 
I materiali a stampa, grafici, fotografici e multimediali prodotti o acquisiti dal Museo sono raccolti in un Centro di documentazione sulla museografia del patrimonio industriale.

## Attività

### Servizi educativi

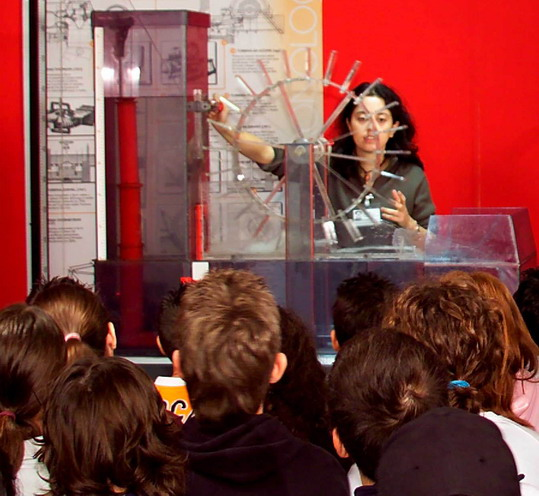
Attività di laboratorio con scolaresche presso il Museo

Attivi sin dal 1982, hanno l'obiettivo di divulgare le conoscenze relative ai processi di produzione ed innovazione legati all'industrializzazione del territorio bolognese. 
Vengono proposti: 
- percorsi tematici interdisciplinari legati ai contenuti delle esposizioni che si propongono di individuare i diversi momenti della storia industriale di Bologna; 
- attività di laboratorio che consentono approfondimenti di carattere tecnico-scientifico delle tematiche affrontate.
Sulla base di un'esperienza consolidata, i servizi educativi offrono la propria collaborazione ai progetti formativi elaborati dalle scuole (attività al Museo con le classi, consulenza agli insegnanti). Propongono, inoltre, altre opportunità al pubblico scolastico ed extrascolastico (stages, visite domenicali, eventi culturali, ecc.), oltre ad offrire una produzione specifica di materiali a stampa.

### Rivista “ScuolaOfficina”
Nata nel 1982, “ScuolaOfficina” è la rivista semestrale edita dal Museo del Patrimonio Industriale che ne illustra le attività ed ospita articoli relativi ad esperienze locali, nazionali ed internazionali di valorizzazione del patrimonio industriale.

### Esposizioni temporanee
- 1994 - "Fare macchine automatiche. Storia ed attualità di un comparto produttivo 1920-1990".

Primo allestimento del Museo nella Fornace Galotti, ha ricostruito la storia del comparto bolognese del packaging, dei tecnici e imprenditori che lo hanno animato, delle tecnologie impiegate, della cultura tecnica che lo hanno reso possibile. In esposizione: 15 macchine prodotte negli anni 1920-'60 da ACMA, Carle & Montanari, Corazza, G.D., IMA, MG2, SASIB, Zanasi.
- 1994 - "C'ero anch'io... Le fotografie dell'Istituto Aldini-Valeriani negli anni 1940-'60".

Allestita per ricordare i 150 anni della prestigiosa scuola tecnica comunale, la mostra è stata l'occasione per raccogliere testimonianze, documenti, fotografie e materiali didattici appartenuti ad insegnanti ed ex allievi.
- 2004 - "Le veterane degli anni '20. Agli albori dell'industria motociclistica bolognese".

Primo appuntamento espositivo di un percorso pluriennale di studio e ricerche volto a ricostruire le radici storiche del comparto locale della motoristica, ancora oggi tra i più significativi in Italia e leader mondiale in alcuni settori specifici dei mezzi a due ruote. Nel decennio nascono alcune delle ditte che, anche per le vittorie sportive, sono entrate nel mito degli appassionati. In mostra: biografie ed immagini di 16 marche attive in quegli anni (ABRA, Aquila, Augusta-F.I.A.B., Beyer, Biavati, Bonora, C.M., [all'Oglio, De Togni, Diana, G.D, M.B.R., M.M., R.A., Saturnia, Villani), 13 motocicli, 2 motori.
- 2006 - "Moto bolognesi degli anni 1930-'45. Produzione motociclistica tra evoluzione e autarchia".

Sono gli anni che consolidano l'importanza di questo settore dell'industria bolognese, pur condizionato dalle difficoltà politiche ed economiche. In mostra: biografie ed immagini di 16 marche attive in quegli anni (Augusta-F.I.A.B., Bondi, Bonfiglioli, C.M., DEMM-S.A.C.M.E.R.A., De Togni, Diana, F.B., G.D., Maglietta, M.M., Moto Morini, O.M.A., Paselli, S.A.M.E.M., Sita, Zappoli), 26 motocicli, 3 motocarri, 2 motori.
- 2007 - "L'O.S.C.A. dei Fratelli Maserati”.

Organizzata in occasione del 60º anniversario della casa automobilistica bolognese, fondata nel 1947 dai fratelli Maserati dopo la cessione dell'azienda che portava il loro nome. In esposizione, sei esemplari degli anni 1948-'63.

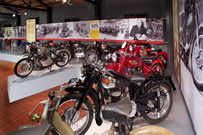
La mostra "Moto bolognesi del Dopoguerra", 2008

- 2008 - "Moto bolognesi del dopoguerra. La motorizzazione popolare, 1946-'50".

La ricostruzione del dopoguerra vede una fervente attività anche nel campo delle moto, con numerosi artigiani che si cimentano nella costruzione o nell'utilizzo di micromotori, rivolti ad un mercato che si orienta anche verso le piccole cilindrate. In esposizione: biografie ed immagini di 49 marche attive in quegli anni (A.C.S.A., Albertazzi, Avoni, Bertocchi, B.M.-Bonvicini, CARDA, Casa del Ciclo, Ceneri, Cimatti, C.M., Cremonini, Dardo, Albino De Togni, Luigi De Togni, DKW-Cavani, Ducati, Eolo, F.B-Mondial, Futuro, G.B., Gordio, Grillo, I.M.C., IBIS, Idroflex, Invicta, M.A.B.-ALBOR, Malaguti, MB-Baruffaldi, Meotti, Mingotti, MI-VAL, M.M., Moto Morini, Müller, Nettunia-Busi, O.C.C., O.M.A., O.M.B., O.R.A.M., Puledro, Rondine, S.A.C.I.E., Sangiorgi, Testi, Tigli, Veggetti, Verlicchi, Zironi), 53 motocicli, un side-car, un triciclo furgoncino, 4 motori.
- 2009 - "Mario Mazzetti, tecnico progettista, fondatore della M.M.".

L'Esposizione è dedicata al bolognese Mario Mazzetti (1895-1964), fondatore della M.M., uno dei più importanti tecnici del motociclismo bolognese della prima metà del secolo scorso, allora ben conosciuto ed apprezzato in ambito nazionale, del quale oggi si è persa la memoria.
Di modeste origini, giovanissimo aveva lavorato come fabbro e meccanico, frequentando la sera i corsi all'Aldini-Valeriani. Progettato un suo motore a 2 tempi, nel 1924 aveva dato vita con Alfonso Morini e due soci alla M.M. nella quale impegnerà la sua vita e le sue conoscenze tecniche, progettandone tutti i modelli fino alla chiusura, alla fine degli anni '50.
La M.M. è stata nella prima metà del '900 la più importante azienda motociclistica bolognese arrivando ad impiegare 80 operai nella realizzazione di moto eccellenti nelle prestazioni, veloci, affidabili, eleganti. Il successo commerciale era stato favorito da quello sportivo che l'aveva vista rivaleggiare con le grandi marche nazionali conquistando 461 podi con 264 vittorie dal 1924 al 1957, 7 Campionati Italiani Piloti e Marche, 10 Record Mondiali Velocità. 
- 2010 - "La Italjet di Leopoldo Tartarini (1960-1988)".

Nata nel 1960, in pieno boom economico, l'azienda denominata Italemmezeta e poi, dal 1967, Italjet ha fedelmente rispecchiato, per tutto il suo percorso produttivo, le qualità del suo fondatore, Leopoldo Tartarini, pilota acclamato negli anni '50 per la sfrontatezza ed il coraggio che lo avevano portato a vincere le classiche dell'epoca, la Milano-Taranto ed il MotoGiro. Spaziando in tutte le cilindrate ed in tutte le tipologie, nel corso di 4 decenni l'Italjet ha realizzato per gli appassionati italiani e stranieri una grande varietà di modelli, alla continua ricerca dell'innovazione nello stile, nei materiali impiegati e nelle caratteristiche costruttive.
Nel cinquantenario della fondazione, vengono quindi esposti i più significativi modelli della casa bolognese, resi disponibili da collezionisti privati.
- 2011 - "Archeologia delle vie d'acqua a Bologna".

Un nuovo, affascinante percorso espositivo per approfondire la nascita, lo sviluppo, gli utilizzi e le sopravvivenze legate all'antico sistema idraulico artificiale di Bologna realizzato tra il XII e il XV secolo.
Pannelli, plastici ed exhibits consentiranno di ripercorrere la mappa dei canali che hanno caratterizzato lo sviluppo urbanistico di Bologna: dalle chiuse a Casalecchio di Reno e a San Ruffillo, fino al Sostegno di Corticella.
Particolare attenzione verrà dedicata ai manufatti idraulici che ancora recano tracce degli antichi utilizzi come la pellacaneria di Via della Grada e i Sostegni lungo il Canale Navile, utilizzato per secoli per la navigazione da Bologna a Malalbergo sino al Po, a Venezia e al commercio internazionale. 
- 2012 - "Giordani: costruire giocattoli".

Per cinque generazioni, dal 1875 al 1984, la famiglia Giordani ha dato vita, con impegno e passione, ad una ditta che, dall'originaria lavorazione del ferro, si è specializzata nella produzione di giocattoli sportivi e carrozzine. Questa “fabbrica della felicità” al servizio delle famiglie e dei bambini ha lasciato un segno indelebile nel loro immaginario ed una fama che ancora sopravvive, tanto da rendere oggi quegli oggetti particolarmente ambiti nel mercato del modernariato e del collezionismo.
Gli anni compresi tra la stampa del primo catalogo, nel 1915, ed il trasferimento dell'Azienda da Bologna al nuovo stabilimento di Casalecchio di Reno, nel 1961, dove regnerà la produzione in plastica, hanno rappresentato l'epoca pionieristica del giocattolo, costruito all'inizio in ferro e legno e poi in lamiera stampata, durante la quale il marchio Giordani si è accreditato dapprima in Italia, quindi in ambito internazionale.
L'apporto dei collezionisti del settore ha reso disponibili 37 giocattoli tra i più rappresentativi della produzione Giordani, alcuni dei quali rari o particolari, costruiti in ferro, legno e lamiera stampata: tricicli, biciclette con e senza ruotine, ciclo side-car, automobili a pedali, automobile elettrica, reattore, autoareoplano, ciclopattino, carrettino, carrozzine per bambino e per bambola.

## Galleria d'immagini

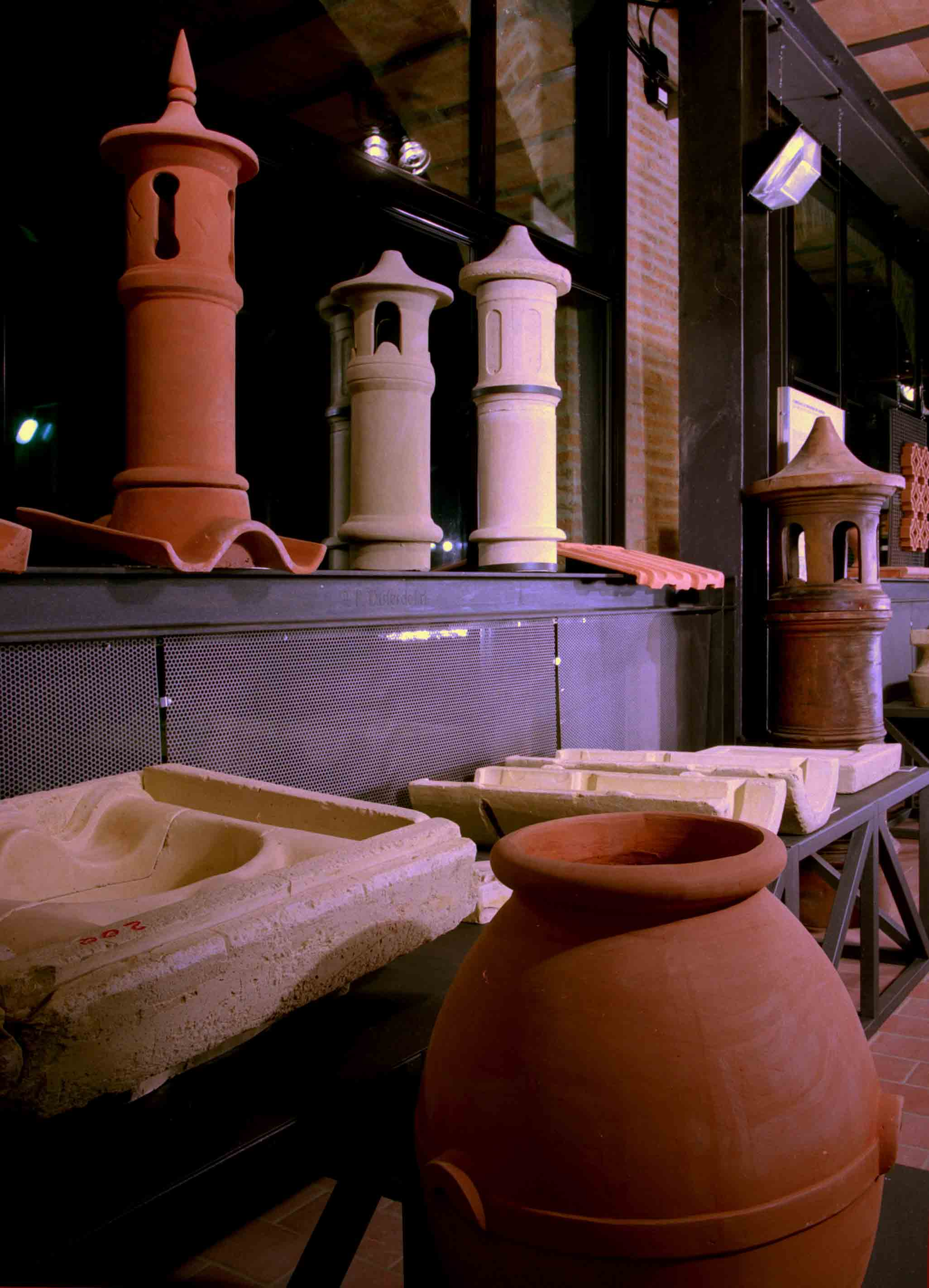
Nella Fornace il Museo. Calchi e manufatti in terracotta
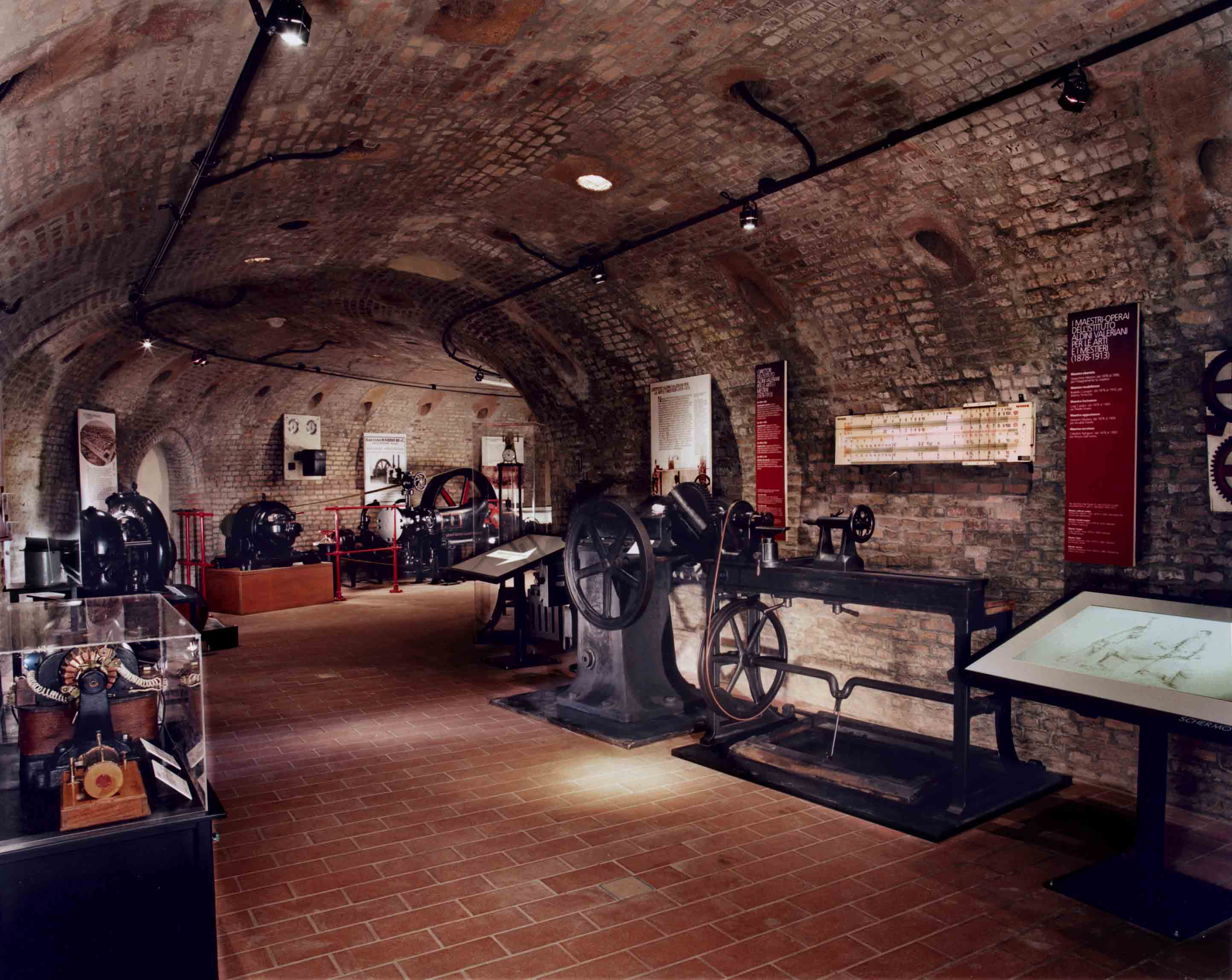
Imparare la macchina. Macchine e strumentazioni didattiche dell'Istituto Aldini-Valeriani
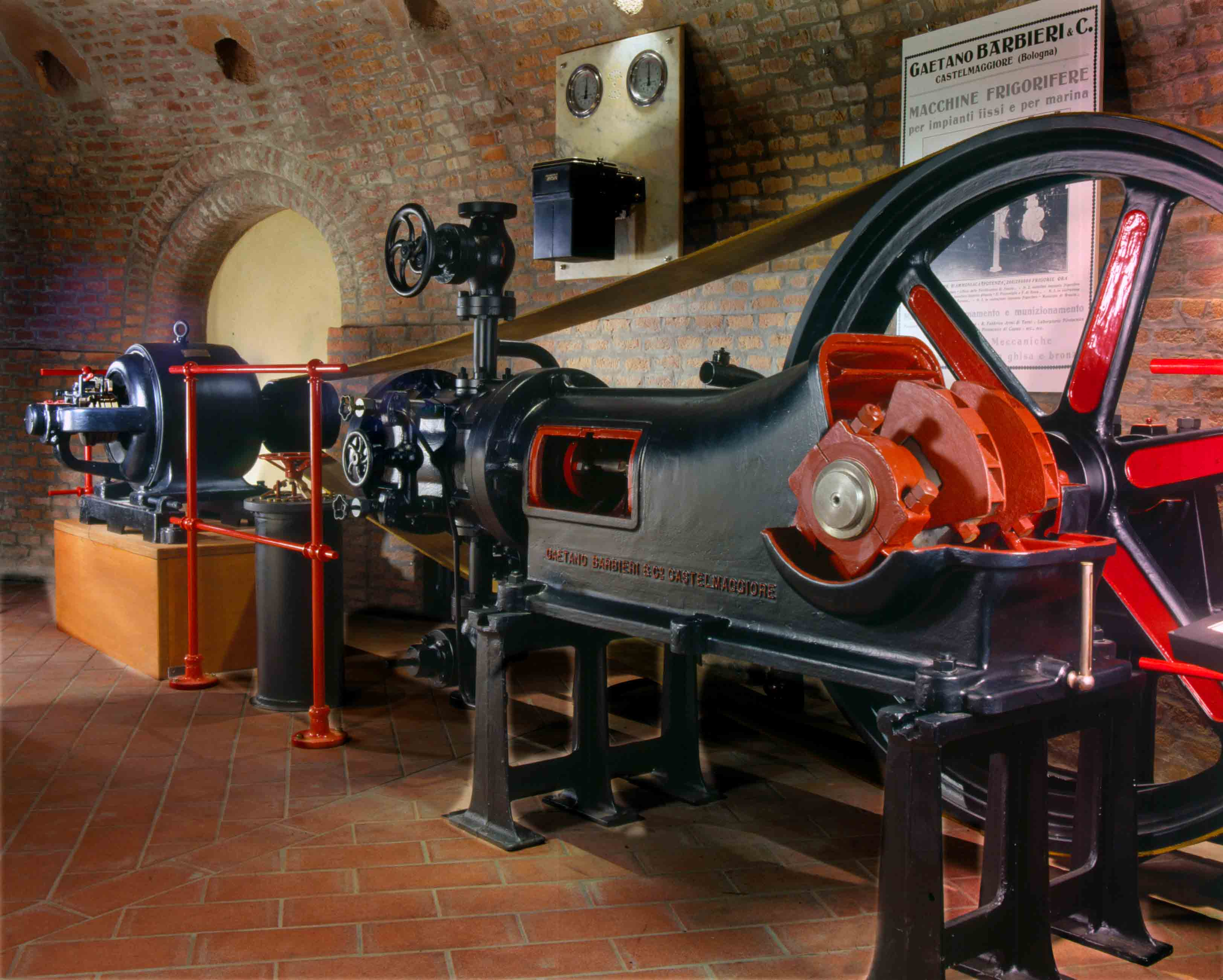
Imparare la macchina. Compressore Barbieri
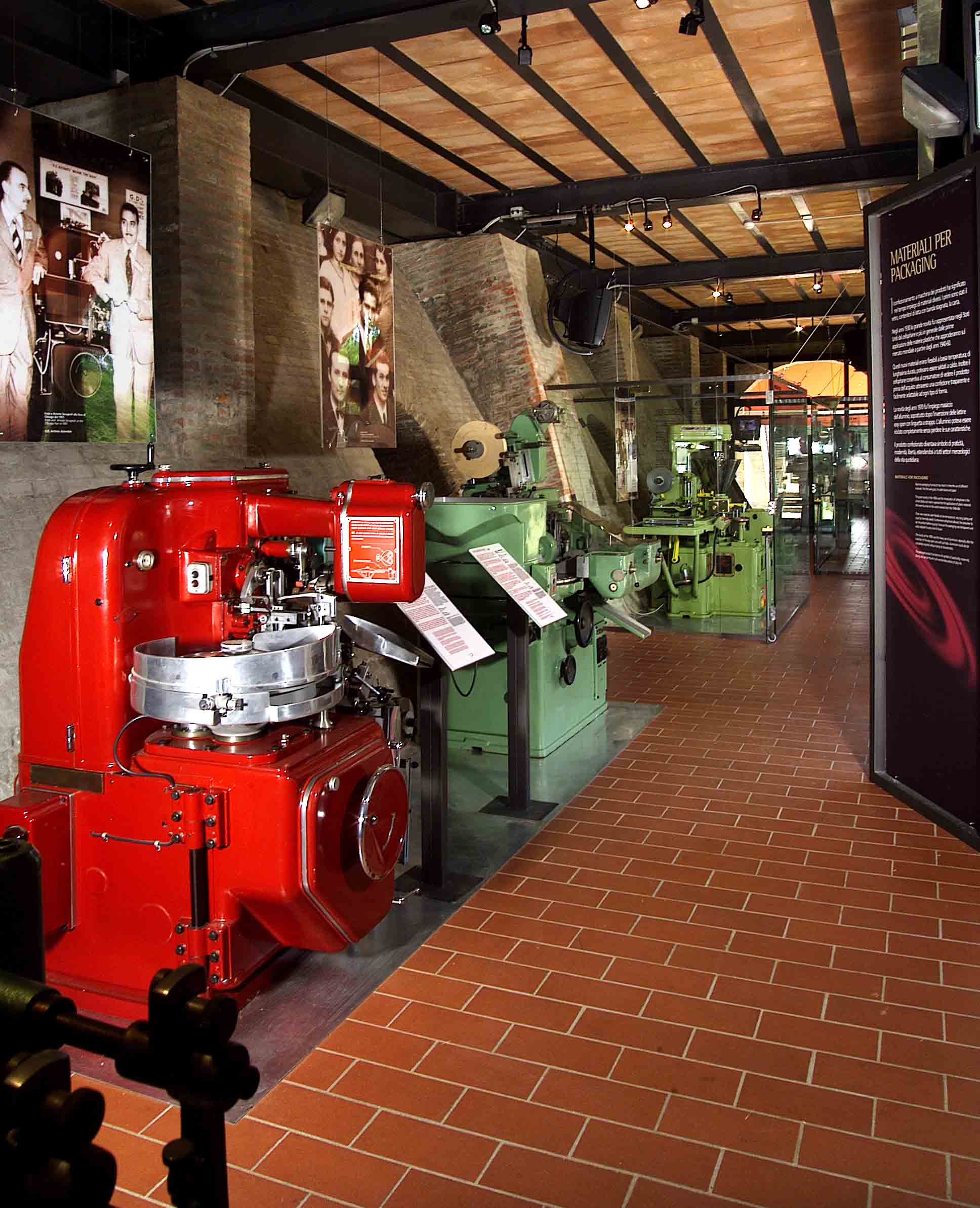
Bologna capitale del packaging. Macchine automatiche
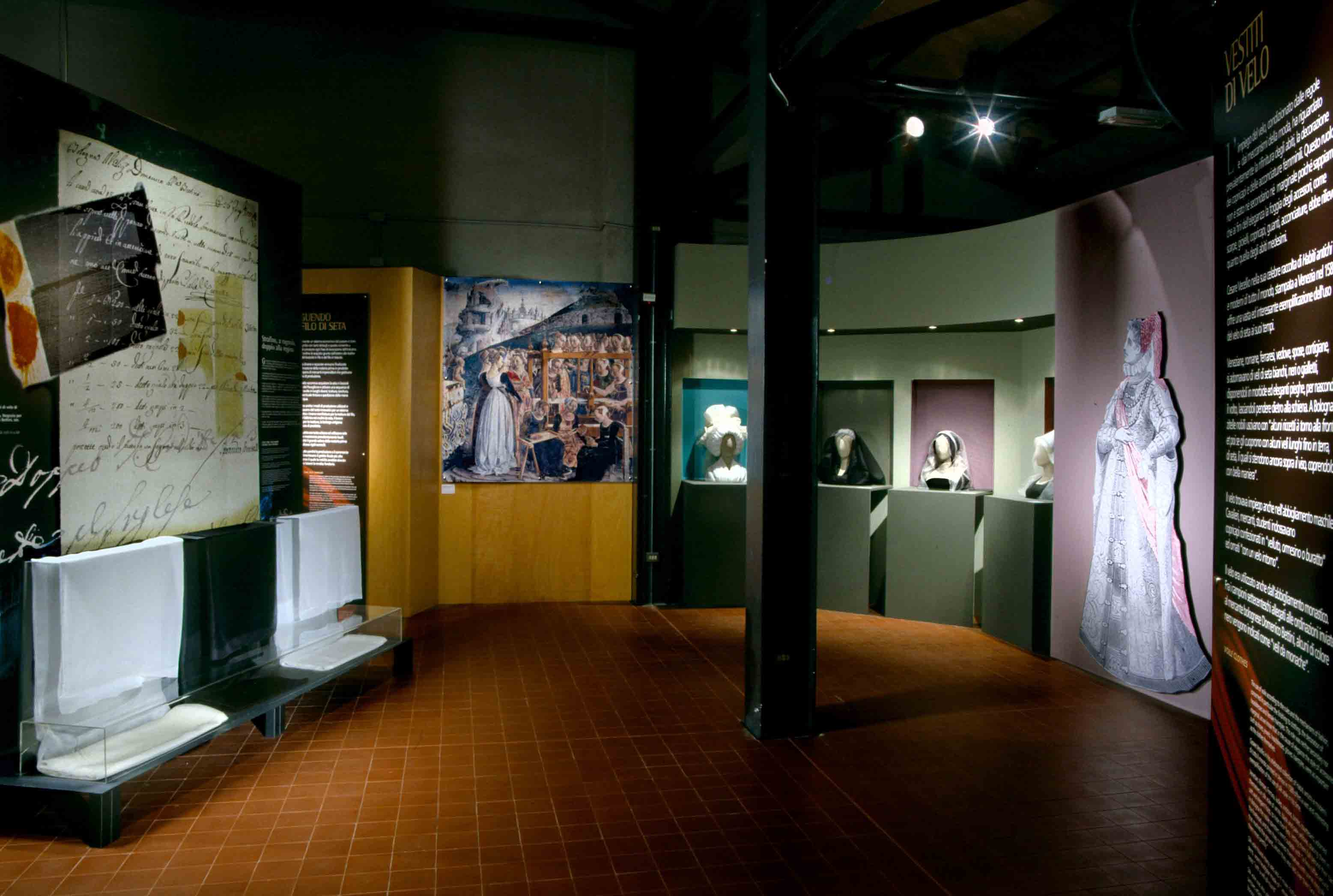
Prodotto a Bologna. La città dell'acqua e della seta. Il velo nelle acconciature e nell'abbigliamento
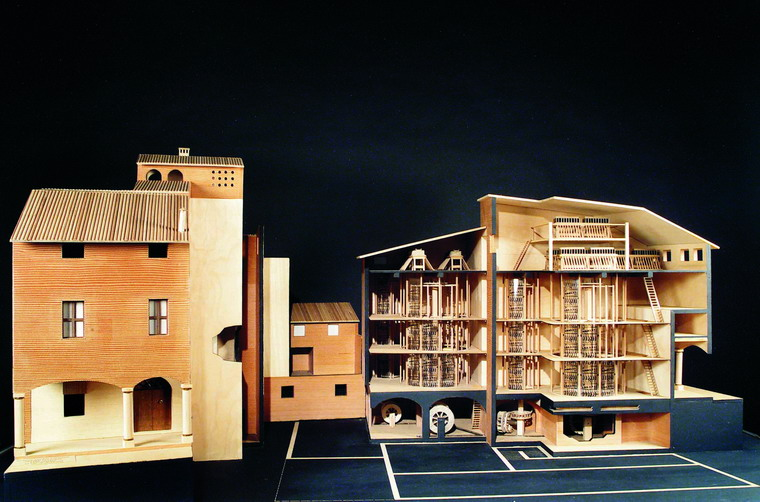
Prodotto a Bologna. La città dell'acqua e della seta. Plastico del mulino da seta Pedini
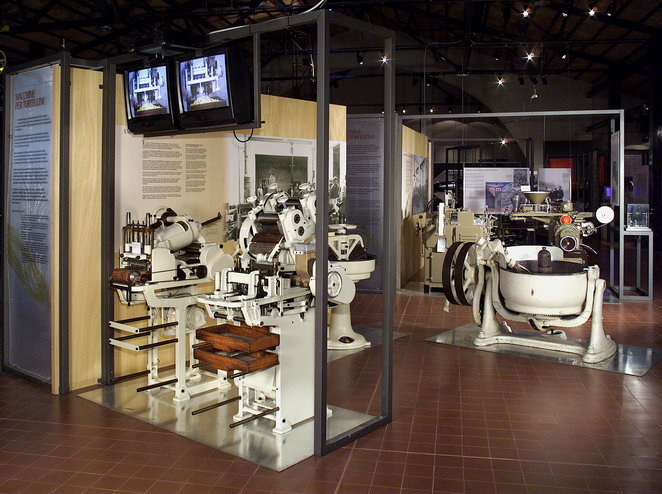
Prodotto a Bologna. La città della cultura meccanica. Macchine da pasta Zamboni
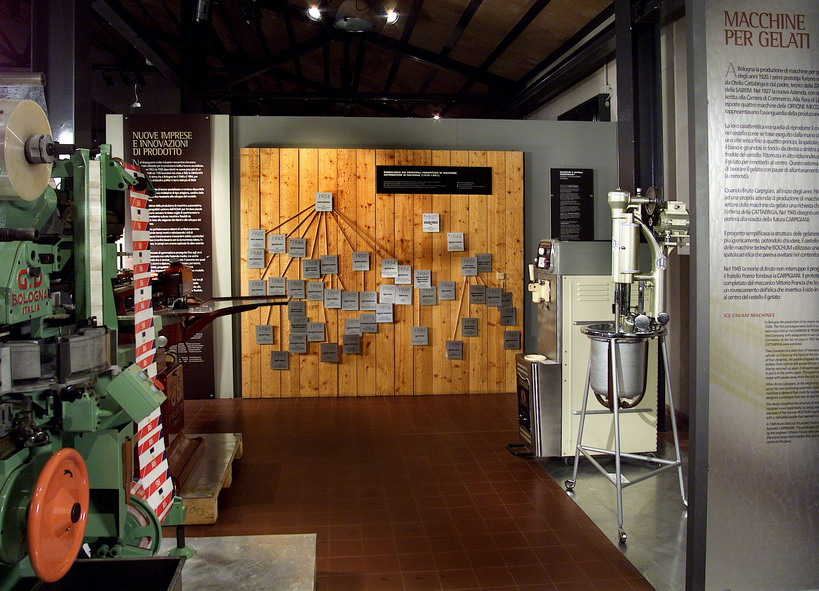
Prodotto a Bologna. La città della cultura meccanica. Rappresentazione grafica dello sviluppo dell'industria bolognese del packaging. Impacchettatrice per sigarette G.D e macchine per gelato Carpigiani
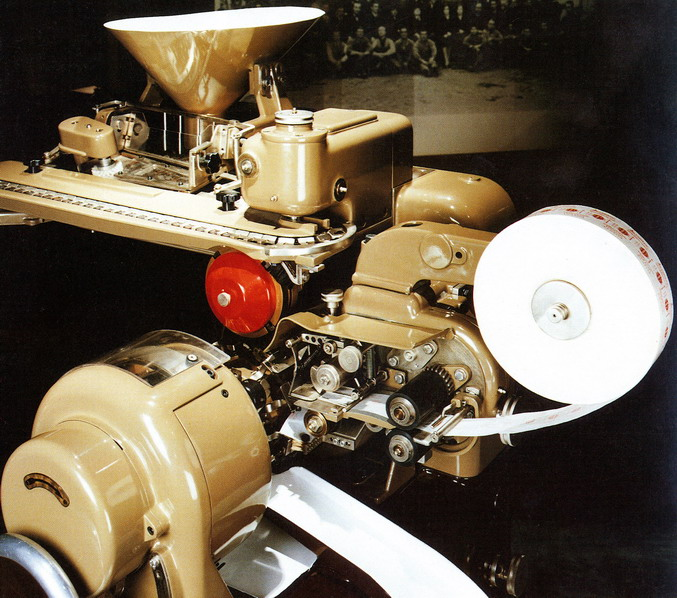
Prodotto a Bologna. La città della cultura meccanica. Impacchettatrice per caramelle ACMA
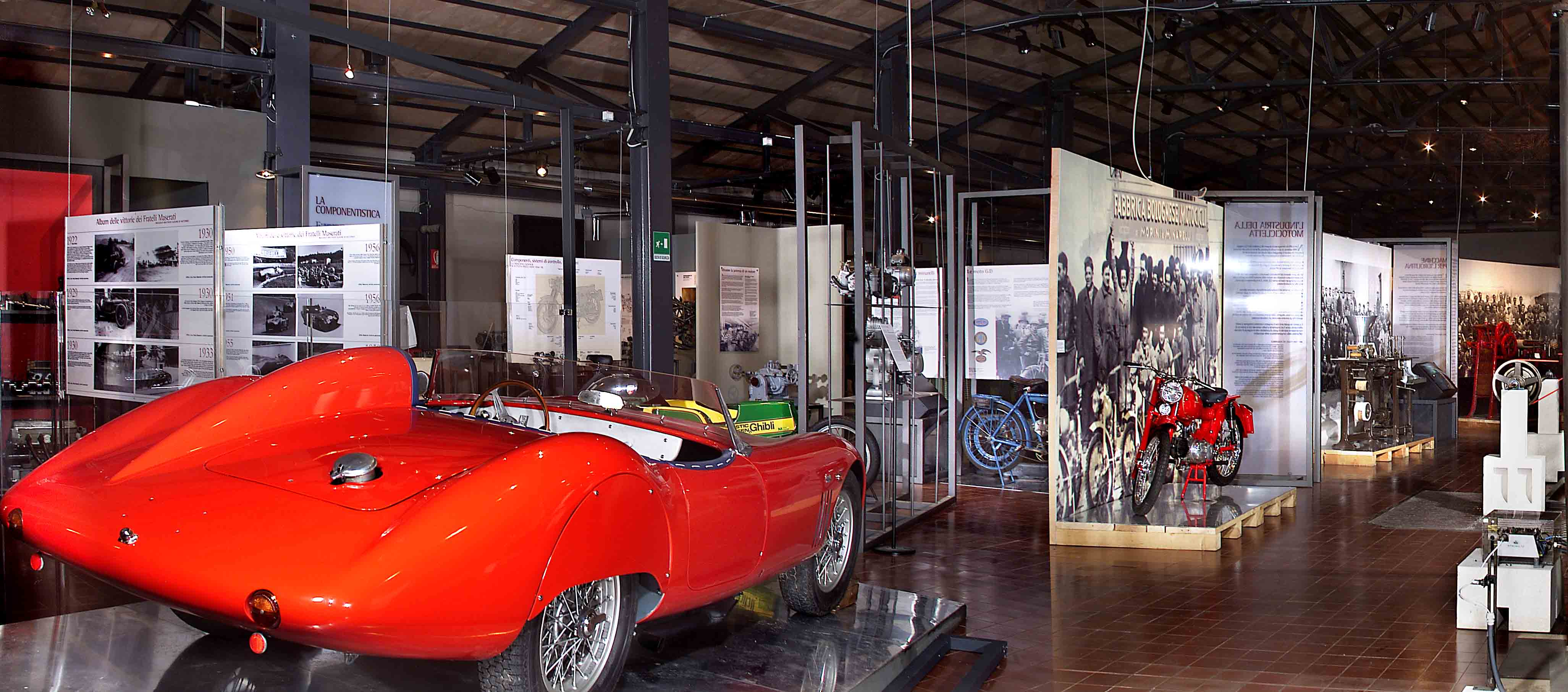
Prodotto a Bologna. La città della cultura meccanica. In primo piano, auto da corsa Maserati e moto F.B.M. Gabbiano
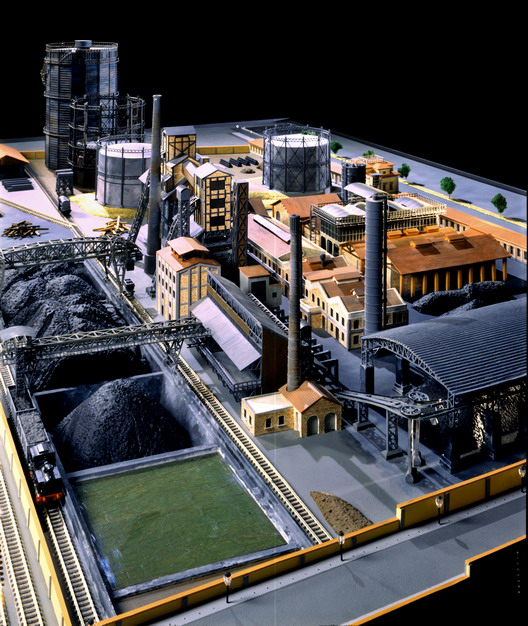
Plastico dell'Officina del Gas di Bologna
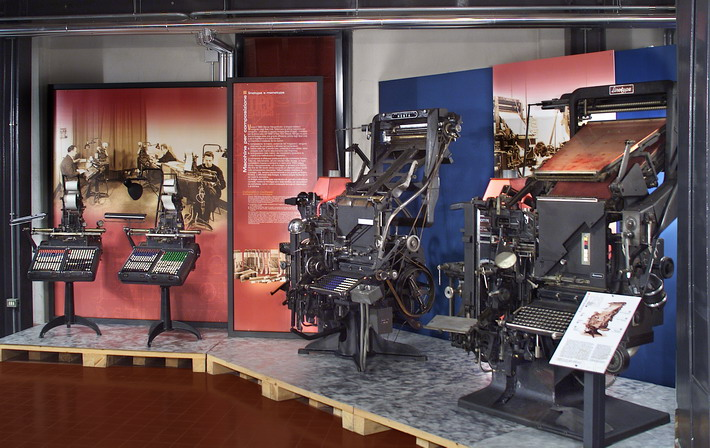
Linotype e monotype appartenute alla Sezione Tipografica dell'Istituto Aldini-Valeriani